# Ty5
Ty5 – niemiecki parowóz towarowy produkowany w latach 1939–1944 dla kolei niemieckich.

## Historia
Parowozy towarowe Baureihe 50 zostały zaprojektowane do prowadzenia ciężkich pociągów towarowych. Pierwsza lokomotywa została przekazana w marcu 1939 roku. Zostało wyprodukowanych 3141 parowozów na zamówienie kolei niemieckich. Kursowały z pociągami towarowymi na terenach okupowanych. Po drugiej wojnie światowej 54 lokomotywy parowe były eksploatowane przez Polskie Koleje Państwowe do prowadzenia pociągów towarowych. Ostatni parowóz skreślono z inwentarza parowozowni Poznań we wrześniu 1979 roku. W krajach niemieckich dokonano wymiany kotłów parowych. Na zachodnioniemieckich kolejach zostały zamontowane spawane kotły z komorą spalania i spalinowe podgrzewacze systemu Franco-Crosti. Niektóre parowozy kursowały z tendrem kabinowym. Na kolejach wschodnioniemieckich zostały przebudowane na opalanie mazutem. Kursowały na niemieckich szlakach do listopada 1987 roku. Parowozy były dodatkowo eksploatowane przez kilka krajów europejskich. Kilka niemieckich parowozów zachowano jako eksponaty zabytkowe.

## Konstrukcja
Do parowozu produkowano stalowy kocioł parowy konstrukcji Wagnera z przegrzewaczem Schmidta. Zastosowano dwa zawory bezpieczeństwa systemu Ackermanna oraz pompę tłokową z podgrzewaczem powierzchniowym umieszczonym przed kominem. Parowóz posiadał wiatrownice Wagnera oraz system ogrzewania do pociągów pasażerskich. Do hamowania lokomotywy został zainstalowany hamulec ciśnieniowy Knorra. W parowozie dodatkowo została zamontowana piasecznica ze sprężonym powietrzem oraz niskotonowa gwizdawka parowa.